# Munis Tekinalp
Munis Tekinalp (* 1883 in Serres; † 1961 in Nizza) war ein türkischer Publizist jüdischer Abstammung. Er wurde zu verschiedenen Zeiten ein Ideologe verschiedener Bewegungen: Osmanismus, Panturkismus und Kemalismus. Er wurde als Moiz Kohen (dt. Moses Cohen) geboren. Später ließ er seinen Namen zu Munis Tekinalp ändern.

## Leben
Tekinalp wuchs in einer orthodox-jüdischen Familie in Serres auf. Er war das jüngste von neun Kindern. Sein Vater, İshak Kohen, war Rabbiner. Tekinalp absolvierte in Saloniki die sogenannte Alyans Mektebi, eine von der Alliance Israélite Universelle Ende des 19. Jahrhunderts gegründete jüdische Schule. Anschließend besuchte er eine Talmud-Schule. Er arbeitete als Buchhalter in einer Handelsfirma und verfasste Artikel für die Zeitung Asır, deren Chefredakteur er später wurde. Im Jahre 1906 trat er dem Komitee für Einheit und Fortschritt bei, heiratete Matild Ben David und studierte ab 1907 an der École Impériale de Droit in Saloniki. Tekinalp nahm an dem Zionistenkongress von 1909 in Hamburg teil. Dort vertrat er die Auffassung, der Staat Israel solle auf dem Territorium des Osmanischen Reiches errichtet werden. Im Jahre 1909 lernte er Ziya Gökalp kennen, der einen großen Einfluss auf ihn ausüben sollte. Er hatte ferner Umgang mit Ömer Seyfettin, Yunus Nadi und Zekeriya Sertel. Nach der Besetzung Salonikis ging Tekinalp im Jahre 1912 mit seiner Familie nach Istanbul. Zu dieser Zeit hatte er zwei Kinder. Die älteste Tochter hieß Terez, der Name seines Sohnes lautete İzak. Im Jahre 1914 wurde ein weiterer Sohn namens Giyom geboren. In Istanbul lehrte er Rechts- und Wirtschaftswissenschaften an der Darülfünun, veröffentlichte Artikel und Schriften auf Französisch und auf Deutsch. Hier lässt er auch seinen Namen ändern. Tekinalp schrieb ferner für die Zeitung Yeni Mecmua und brachte die Wirtschaftszeitung İktisat Mecmuası heraus. Er arbeitete als Rechtsberater der Tabakfirma Duhan Türk AŞ und übernahm später die Türkei-Vertretung dieser Firma. In den 1940er Jahren wurde Tekinalp verhaftet, weil er seine Schulden aufgrund der gegen religiöse Minderheiten gerichteten Kriegssteuer, Varlık Vergisi, nicht bezahlen konnte und wurde in dem Lager Demirkapı in Sirkeci (Istanbul) untergebracht. Nach dem Zweiten Weltkrieg wurde Tekinalp in den Stadtrat von Istanbul gewählt und verfasste Kolumnen für die Zeitungen Cumhuriyet, Vatan, Akşam, Hürriyet und Son Posta. Den Ruhestand verbrachte Tekinalp ab 1956 in Nizza. Sein Wunsch, dort das Amt eines Honorarkonsuls zu übernehmen, wurde aufgrund seiner jüdischen Herkunft abgelehnt. Tekinalp starb im Jahre 1961 in Nizza und wurde dort auf dem jüdischen Friedhof beigesetzt.

## Osmanismus, Panturkismus und Nationalismus
Im Verlauf seines Lebens hing Tekinalp mehreren Ideologien an. Anfänglich vertrat er die Idee des Osmanismus, des Gedankens einer gemeinsamen und übergreifenden Identität aller osmanischen Bürger ungeachtet ihrer Herkunft. Insbesondere in der Zeit vor und während des Ersten Weltkrieges vertrat Tekinalp panturkistisches Gedankengut. Er glaubte an den gemeinsamen Ursprung aller Türken. Auch Sprache, Sitten, Geschichte, Denkweise und Literatur waren den Türken seiner Ansicht nach gemeinsam. Bei Kriegseintritt des Osmanischen Reiches formulierte er in seinem Büchlein Türkler Bu Muharebede Ne Kazanabilirler („Was können die Türken in diesem Krieg gewinnen?“) pantürkistische Kriegsziele. Dieses Buch erschien ein Jahr später auf Deutsch unter dem Titel „Türkismus und Pantürkismus“. Tekinalp polemisierte darin insbesondere gegen Russland und China und propagierte ein „goldenes Vaterland“ mit Istanbul als Hauptstadt.
Nach Gründung der Republik Türkei wurde Tekinalp zum Fürsprecher des kemalistischen Nationalismus, der sich streng auf die Türkei beschränkt. Er forderte die Juden in der Türkei in seinem Pamphlet Türkleştirme (Türkisierung) dazu auf, sich zu türkisieren. Er stellte 10 Forderungen auf und bezeichnet sie provokativ als „Zehn Gebote“ (Evamir-i Aşere). Sie lauteten:
1. Türkisiere die Namen!
2. Sprich Türkisch!
3. Halte die Gebete in den Synagogen wenigstens zum Teil auf Türkisch!
4. Türkisiere die Schulen!
5. Schick deine Kinder auf staatliche Schulen!
6. Misch dich in die Angelegenheiten des Landes ein!
7. Pflege Umgang mit Türken!
8. Entferne den Geist der Gemeinde aus deinem Wesen!
9. Erfülle deine Pflicht für die Nationalwirtschaft!
10. Kenne dein Recht!